# 제18회 카를로비바리 국제 영화제
제18회 카를로비바리 국제 영화제는 1972년 7월 20일에 열린 시상식이다.

## 수상 및 후보

### 대상(장편)
- Ukroščnije ogňa I., II. - Daniil Chrabrovickij 수상

### 심사위원특별상(장편)
- Kozijat rog - Metodi Andonov 수상

### 여우주연상(장편)
- Mari Töröcsik 수상

### 남우주연상(장편)
- Interview - Randžit Málik 수상